# Nature Reviews Drug Discovery
Nature Reviews Drug Discovery è una rivista di farmacologia e biotecnologia pubblicata mensilmente dalla Nature Portfolio. È stata fondata nel 2002 e copre la ricerca e sviluppo di farmaci. I suoi articoli sono delle revisioni (review) che sintetizzano lo stato dell'arte delle conoscenze su un determinato tema.
Le revisioni sono commissionate a specialisti, integrate da un glossario esplicativo per i lettori non specialisti e illustrate con figure preparate dai disegnatori che collaborano con Nature. Oltre alle revisioni, la rivista pubblica articoli di analisi basati su set di dati esistenti (ad esempio, meta-analisi), articoli di approfondimento che si concentrano su questioni importanti e articoli di prospettiva, in genere opinioni o pezzi storici.